# Helios / Erebus
Helios | Erebus es el séptimo álbum de estudio de la banda irlandesa de post-rock, God Is an Astronaut, fue lanzado por Revive Records  el 21 de junio de 2015. El álbum fue grabado y producido por el guitarrista Torsten Kinsella, y luego masterizado por Tim Young en Metropolis Mastering, Londres. En marzo de 2015, la banda reveló un avance del álbum junto con una serie de fechas de una gira de primavera en toda Europa para promover el lanzamiento.

## Temática
La carátula del álbum se basa en el arte azteca y fue diseñada por el bajista Niels Kinsella. Torsten Kinsella dijo que las palabras e imágenes griegas no estaban necesariamente relacionadas con un tema central, sino que eran "nombres que se adaptaban a las pistas", describió el álbum como teniendo "momentos de oscuridad en él... momentos de brillo", un "disco más oscuro" concebido a partir de una idea de "cultura apocalíptica". El álbum lleva el nombre del dios griego Helios, la personificación del sol y Erebus, la encarnación de la oscuridad. De acuerdo con el tema general antiguo y mitológico, algunas de las canciones  de Helios | Erebus tienen palabras y frases en latín. Además de su referencia a la mitología antigua, el tema inicial "Agneya" lleva el nombre de la hija del dios del fuego de la mitología hindú. A pesar de no tener un tema central en ninguna cultura específica, Kinsella sostiene que "misteriosas civilizaciones antiguas como los griegos, vikingos, mayas, aztecas y egipcios" son una fuente constante de inspiración.

## Recepción
Tras el lanzamiento, el álbum recibió críticas mayormente positivas. Jordan Blum de PopMatters le dio al álbum una crítica positiva describiéndolo como que tenía "atmósferas deslumbrantes, estallidos de textura fascinantes y una serenidad conmovedora". Rich Buley de Broken Amp dijo que el álbum era "uno de sus mejores", "álbumes más oscuros e intensos hasta la fecha" y que "entre toda la intensidad ardiente hay pasajes de un ambiente hermoso y a la deriva" con "versatilidad y actitud progresiva".

## Lista de canciones
| N.º | Título           | Duración |  |
| 1.  | «Agneya»         | 4:58     |  |
| 2.  | «Pig Powder»     | 5:40     |  |
| 3.  | «Vetus Memoria»  | 5:20     |  |
| 4.  | «Finem Solís»    | 5:03     |  |
| 5.  | «Helios Erebus»  | 8:31     |  |
| 6.  | «Obscura Somnia» | 4:04     |  |
| 7.  | «Centralia»      | 6:47     |  |
| 8.  | «Sea of Trees»   | 4:49     |  |

## Formación

### Banda
- Torsten Kinsella - voz, guitarra, teclado, programación
- Niels Kinsella - bajo
- Lloyd Hanney - batería
- Jamie Dean - voz, teclado, guitarra

### Músicos adicionales
- Jimi Scanlan - guitarra adicional en "Centralia"

### Producción
- Torsten Kinsella - productor
- Tim Young - masterización
- Niels Kinsella - carátula, diseño